# Clara G.
Clara G. (Baia Mare, Maramureș; 19 de julio de 1979) es una actriz pornográfica, directora de cine X, productora y modelo erótica rumana retirada.

## Biografía
Clara G., cuyo nombre de nacimiento es Clara Valeria Gherghel, nació en la ciudad de Baia Mare, en Rumanía, en julio de 1979. Su carrera profesional comenzó en el año 2000, año en que conoce al productor Raul Cristian, con el que empezará a trabajar en su empresa Agentur Floyd, que promocionaba el acceso a la industria de actrices del Este de Europa.
En el año 2002 se convirtió en la primera Penthouse Pet de la edición rumana del magazine. Ese mismo año, trabajó como presentadora chat en la web Interclimax.
En 2004, Clara G. se trasladó a Budapest (Hungría), estableciendo su residencia allí. Aquí comenzó a concentrarse en su carrera profesional como actriz porno, realizando sus primeras escenas de temática solo (masturbación) o lésbica.
Algunas de sus primeras películas fueron Ass Traffic, Clit Club, Lesglam 2 o Tryst.
En 2007 ganó el Premio AVN a la Mejor escena de sexo lésbico en grupo por Fuck, que compartió con Felecia, Katsuni y Jessica Drake.
Ese mismo año fundó la productora Cruel Media, que trabajaba codo con codo con Evil Angel y Jules Jordan Video en la producción y distribución de diversos productos audiovisuales pornográficos. Gracias a esta colaboración, Clara G. dirigió para ambos estudios películas como Just Girls, Live Gonzo o varias entregas de las sagas My Evil Sluts y Give Me Pink.
En años sucesivos volvió a estar nominada en diversas ocasiones en los Premios AVN así como en los Hot d'or en 2009.
Otras de sus películas destacables son Private Gold 73 - Mission Possible, Ass Traffic, Maximum Anal, Secrets, Slice Of Pie, Sophiesticated o Sweeter.
Decidió retirarse de la industria como actriz y directora en 2014, después de haber grabado más de 260 películas como actriz y 28 como directora respectivamente.

## Premios y nominaciones
| Año  | Ceremonia   | Resultado | Premio                                        | Trabajo             |
| ---- | ----------- | --------- | --------------------------------------------- | ------------------- |
| 2007 | Premios AVN | Ganadora  | Mejor escena de sexo lésbico en grupo         | Fuck                |
| 2008 | Premios AVN | Nominada  | Artista femenina extranjera del año           | —                   |
| 2009 | Premios AVN | Nominada  | Mejor escena de sexo en producción extranjera | My Evil Sluts 2     |
| 2009 | Premios AVN | Nominada  | Mejor dirección en producción extranjera      | My Evil Sluts 2     |
| 2009 | Hot d'or    | Nominada  | Mejor dirección en película de orgía          | —                   |
| 2010 | Premios AVN | Nominada  | Mejor dirección en producción extranjera      | Give Me Pink 5      |
| 2010 | Premios AVN | Nominada  | Mejor web porno                               | clara-g.com         |
| 2010 | Premios AVN | Nominada  | Mejor estrella web                            | —                   |
| 2011 | Premios AVN | Nominada  | Mejor escena de sexo lésbico en grupo         | Buttman’s Evil Live |
| 2011 | Premios AVN | Nominada  | Mejor dirección en producción extranjera      | My Evil Sluts 5     |
| 2011 | Premios AVN | Nominada  | Mejor estrella web                            | —                   |